# Den Røde Garde (Rusland)
 For alternative betydninger, se Den Røde Garde. (Se også artikler, som begynder med Den Røde Garde)
Den russiske  Røde Garde (på russisk Красная гвардия) var bevæbnede grupper af arbejdere. Den Røde Garde blev oprettet i marts 1917 under den Russiske Revolution, og udgjorde bolsjevikkernes hovedstyrke. Andre militser dannet under den Russiske Revolution, såsom ’Folkets Milits’, ’Komiteen for Folkets Sikkerhed’ og ’Arbejdernes Enhed’, blev senere indlemmet i den Røde Garde.
Under revolutionen blev træningen af den Røde Garde forestået af den militære gren af Ruslands Socialdemokratiske Arbejderparti (b) (der i 1918 skiftede navn til Det russiske kommunistparti (bolsjevikkerne), RKP (b)). Lederen af den Røde Garde var Konstantin Jurenev, der fra sit hovedkvarter i Sankt Petersborg havde kommandoen over ca. 30.000 soldater. Ved starten af Oktoberrevolutionen var dette tal steget til omtrent 200.000.
Den Røde Garde bestod af både infanteri- og kavaleriregimenter. Som enhed var den Røde Garde løst organiseret – på nogle områder mindede den mere om en milits end om en hær. Der var ikke noget rangsystem, og alle uniformer lignede hinanden. Denne løse struktur var effektiv ved mindre, lokale kampe, men ineffektiv i kampe mod godt organiserede styrker, som fx den Hvide Hær.
Efter revolutionen – der endte med dannelsen af Sovjetunionen – blev den Røde Garde Sovjetunionens stående hær (dog blev ordet ’hær’ ikke brugt, da det for nogle stadig bar associationer i retning af statsligt undertrykkelse).
Den Røde Garde blev indlemmet i den Røde Hær, da denne blev dannet 15. januar 1918, og ophørte herefter med at eksistere som en selvstændig enhed.